# Fanny Quenot
 (avril 2025).
La mise en forme du texte ne suit pas les recommandations de Wikipédia : il faut le « wikifier ».
Les points d'amélioration suivants sont les cas les plus fréquents. Le détail des points à revoir est peut-être précisé sur la page de discussion.
- Les titres sont pré-formatés par le logiciel. Ils ne sont ni en capitales, ni en gras.
- Le texte ne doit pas être écrit en capitales (les noms de famille non plus), ni en gras, ni en italique, ni en « petit »…
- Le gras n'est utilisé que pour surligner le titre de l'article dans l'introduction, une seule fois.
- L'italique est rarement utilisé : mots en langue étrangère, titres d'œuvres, noms de bateaux, etc.
- Les citations ne sont pas en italique mais en corps de texte normal. Elles sont entourées par des guillemets français : « et ».
- Les listes à puces sont à éviter, des paragraphes rédigés étant largement préférés. Les tableaux sont à réserver à la présentation de données structurées (résultats, etc.).
- Les appels de note de bas de page (petits chiffres en exposant, introduits par l'outil «  Source ») sont à placer entre la fin de phrase et le point final[comme ça].
- Les liens internes (vers d'autres articles de Wikipédia) sont à choisir avec parcimonie. Créez des liens vers des articles approfondissant le sujet. Les termes génériques sans rapport avec le sujet sont à éviter, ainsi que les répétitions de liens vers un même terme.
- Les liens externes sont à placer uniquement dans une section « Liens externes », à la fin de l'article. Ces liens sont à choisir avec parcimonie suivant les règles définies. Si un lien sert de source à l'article, son insertion dans le texte est à faire par les notes de bas de page.
- La présentation des références doit suivre les conventions bibliographiques. Il est recommandé d'utiliser les modèles {{Ouvrage}}, {{Chapitre}}, {{Article}}, {{Lien web}} et/ou {{Bibliographie}}. Le mode d'édition visuel peut mettre en forme automatiquement les références.
- Insérer une infobox (cadre d'informations à droite) n'est pas obligatoire pour parachever la mise en page.

Pour une aide détaillée, merci de consulter Aide:Wikification.
Si vous pensez que ces points ont été résolus, vous pouvez retirer ce bandeau et améliorer la mise en forme d'un autre article.
Pour les articles homonymes, voir Quenot.
Fanny Quenot, née le 2 octobre 1990 aux Abymes en Guadeloupe, est une athlète spécialisée sur le 100 mètres haies et le 60 mètres haies en salle. 

## Biographie
Fanny Quenot a commencé l'athlétisme à l'âge de six ans en Guadeloupe, dans le club des Aigles des Abymes, jusqu'à ses 13 ans avant de faire un arrêt à la suite d'un déménagement en zone rurale. C'est en allant faire ses études sur la ville de Lyon des années après, qu'elle décide de reprendre l'athlétisme vers l'âge de 23 ans. Elle reprend donc en catégorie senior au club de l'Asvel Athlé avec son coach Thomas Verro, avant de muter au club de Lyon Athlé, son club actuel. Son coach l'a fait essayé le 100 mètres haies et c'est rapidement qu'elle a apprivoisé cette discipline et qu'elle a ainsi pu faire ses preuves d'année en année.
En parallèle à sa vie d'athlète, elle a obtenu un master en management du sport à l'école de commerce dans le sport AMOS. Elle travaille dans la communication dans le domaine du sport.
Depuis le 4 novembre 2019, elle s'entraîne sur son île natale au CREPS Antilles-Guyane , avec une nouvelle Coach : Ketty CHAM, conseiller technique sportifl (CTS) rattachée au Pôle de la performance Olympique (responsabilité du DTN)
En effet, c'est ici qu'elle a décidé (en accord avec son précédent coach) de poursuivre son objectif d'être sélectionnée pour les Jeux Olympiques de TOKYO 2020, objectif qu'elle partage avec son nouveau partenaire d'entraînement Wilhem Belocian.

### Progression
Dès ses débuts, Fanny Quenot a réussi à se qualifier aux premières compétitions nationales (Championnats de France N2 en 2015 hiver/ été). Après quelques années de reprise, l'athlète Fanny Quenot connait une progression constante puisque chaque année, elle abaisse ses chronos et se qualifie aux Championnats de France. C'est en 2018 qu'elle commence à réaliser des chronos plus intéressants (niveau international), ce qui lui permet de se qualifier pour ses premières compétitions internationales. Elle remporte sa première médaille lors des championnats de France Elite en terminant deuxième du 100 m haies de l'édition 2019 derrière Laura Valette.
| Année | Performance | Vent    |
| ----- | ----------- | ------- |
| 2014  | 15 s 87     | 1,6 m/s |
| 2015  | 14 s 21     | 0,8 m/s |
| 2016  | 13 s 76     | 0,3 m/s |
| 2017  | 13 s 57     | 1,3 m/s |
| 2018  | 13 s 07     | 1,4 m/s |
| 2019  | 12 s 96     | 1,8 m/s |

## Palmarès
| Date         | Compétition                           | Lieu              | Épreuve               | Résultat |
| ------------ | ------------------------------------- | ----------------- | --------------------- | -------- |
| Juillet 2016 | Championnats de France Nationaux      | Aubagne           | 100 mètres haies      | 2e       |
| Juillet 2017 | Championnats de France Nationaux      | Albi              | 100 mètres haies      | 1re      |
| Octobre 2017 | Coupe de France                       | Salon de Provence | Relais 4 × 100 mètres | 1re      |
| Février 2018 | Championnats de France en salle Elite | Liévin            | 60 mètres haies       | 2e       |
| Juin 2018    | Jeux méditerranéens de 2018           | Tarragone         | 100 mètres haies      | 6e       |
| Juillet 2019 | Championnats de France Elite          | Saint-Étienne     | 100 mètres haies      | 2e       |
| Août 2019    | Championnats d'Europe par équipes     | Bydgoszcz         | Par équipes           | 3e       |